# Lynne Adams (actrice canadienne)
Pour les articles homonymes, voir Adams.
Ne doit pas être confondu avec Lynne Adams (actrice américaine).
Lynne Adams est une actrice canadienne.

## Filmographie

### Cinéma
- 1987 : Un zoo la nuit : Julie
- 1987 : La Rue (Street Smart) : Journaliste
- 1987 : Wild Thing : Edwina
- 1988 : Blood Relations : Sharon
- 1989 : The Carpenter : Alice Jarett
- 1989 : Cruising Bar : Jessica
- 1992 : Amours interdites : au-delà des préjugés, vies et paroles de lesbiennes : elle-même
- 1993 : Without Fear
- 1995 : Silent Hunter : Anna
- 1995 : Beauty Begins Inside: The 'P' Syndrome
- 1995 : Johnny Mnemonic : Yakuza avec un lance-roquettes
- 1996 : Impasse (Dead Innocent) : Del Rainman
- 1996 : What's This? Understanding Contemporary Art
- 1996 : Frankenstein and Me : Aileen
- 1997 : The Ultimate Weapon : Lorrie
- 1997 : Twist of Fate : Laura Carmichael
- 1997 : Habitat : Tara Fisher
- 1998 : Une fille aux commandes (Airspeed) : Marylin Stone
- 1998 : Les Dessous du crime (Dead End) : Sally
- 1999 : The Witness Files : Callahan
- 1999 : Dead Silent : Travailleuse sociale
- 1999 : Requiem for Murder : Inspecteur Samantha Parks
- 1999 : Time at the Top : Nora Walker / Nina Shawson
- 2000 : Nowhere in Sight : Ellie
- 2000 : Méchant party : Martine
- 2001 : Témoins en sursis (Hidden Agenda) : Procureur
- 2001 : Chasing Holden : Post Mistress
- 2002 : Aftermath : Tina Robbins
- 2003 : Le Mystificateur (Shattered Glass) : Collègue de Kelly
- 2004 : Noël : Infirmière en chef des urgences
- 2005 : Devil's Rose : Donna
- 2010 : Dog Pound : Miss Biggs
- 2010 : Sortie 67  de Jephté Bastien

### Télévision
- 1986 : Le Bras armé de la loi (One Police Plaza) (TV) : Iris
- 1987 : Ford: The Man and the Machine (TV) : Eleanor
- 1988 : La Maison Deschênes (série télévisée) : Martine Keller
- 1993 : Scoop (série télévisée) : Jo
- 1993 : Ent'Cadieux (série télévisée) : Maureene McCleod
- 1995 : Hiroshima (TV) : Reporter
- 1997 : L'Appel de la forêt (téléfilm) de Peter Svatek : Maggie
- 2001 : La Dernière Chance (Within These Walls) (TV)
- 2002 : Liaison obscure (Obsessed) (TV) : Paula
- 2003 : Séductrice malgré elle (Student Seduction) (TV) : DA Milletti
- 2003 : Les Liaisons dangereuses (feuilleton TV) : Sophie
- 2003 : Prisonniers du temps (Timeline) : Infirmière des urgences
- 2004 : L'Enfant inconnu (Stranger at the Door) (TV) : Dr Bloom
- 2005 : Une mère sans défense (A Killer Upstairs) (TV) : Carla MacDonald
- 2005 : Trafic d'innocence (Human Trafficking) de Christian Duguay (TV) : Ellen Baker
- 2006 : Sous haute tension (Time Bomb) de Stephen Gyllenhaal (TV) : FBI Agent Lawton
- 2007 : Les Deux Visages de Christie (Christie's Revenge) (TV) : Détective Adams